# El diestro (escultura)
L'escultura urbana coneguda pel nom El diestro, ubicada al carrer Palacio Valdés, a la ciutat d'Oviedo, Principat d'Astúries, Espanya, és una de les més d'un centenar que adornen els carrers de l'esmentada ciutat espanyola.
El paisatge urbà d'aquesta ciutat, es veu adornat per obres escultòriques, generalment monuments commemoratius dedicats a personatges d'especial rellevància en un primer moment, i més purament artístiques des de finals del segle xx.
L'escultura, feta de bronze, és obra de Miguel Ortiz Berrocal, i està datada en 1972, encara que no foe instal·lada fins a 1998.
Es tracta del tors d'un torero i forma part d'una sèrie feta per Miguel Berrocal, que és un artista molt aficionat al món de la tauromàquia. Presenta un gran volum amb formes exageradament arrodonides, amb exquisit polit del material i rotunditat dels acabats.